# Praia das Pombas (São Tomé e Príncipe)
A Praia das Pombas é uma praia do Arquipélago de São Tomé e Príncipe, localiza-se a este da ilha de São Tomé entre a Praia do Almoxarife e a Praia do Melão, junto à localidade do Samero.